# 戴維斯從男爵
戴維斯從男爵（Davis Baronets），屬於聯合王國從男爵爵位，於1845年7月18日授予第二任港督戴維斯。頭銜全稱為告羅士打郡荷里活的戴維斯從男爵（Davis Baronets, of Hollywood, Gloucestershire）。
從男爵爵位的第二代繼承人，弗朗西斯·貝利厄·戴維斯於1896年死時年僅25歲，沒有子嗣，因此爵位亦歸於斷絕。

## 戴維斯從男爵 （1845年）
- 約翰·戴維斯爵士，第一代從男爵 （1795年7月16日—1890年11月13日）
- 弗朗西斯·貝利厄·戴維斯爵士，第二代從男爵 （1871年2月26日—1896年）（斷絕）